# Martyre
Pour les articles ayant des titres homophones, voir Martyr (homonymie).
Pour les articles homonymes, voir Martyre (homonymie).

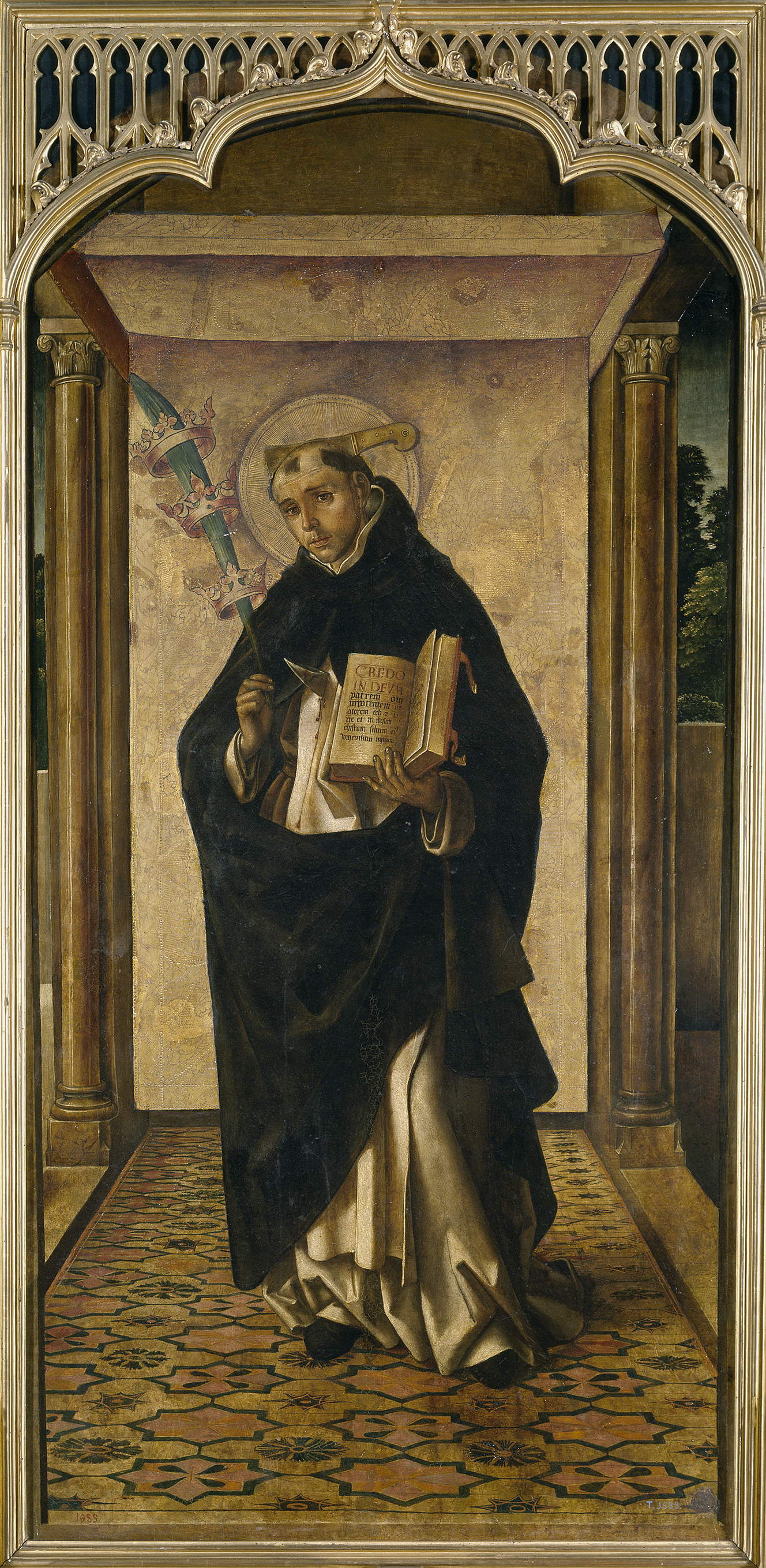
Portrait de Pierre de Vérone par Pedro Berruguete (1493), musée du Prado, Madrid. La palme du martyre est ici ornée d'une triple couronne.

Le martyre est la torture et l'exécution, avec ou sans jugement préalable, d'une personne qui refuse d'abjurer sa foi sous la contrainte et qui accepte de mourir au nom de ses convictions religieuses. Le supplicié est parfois reconnu a posteriori comme « martyr » par l'Église catholique.
Des fidèles de plusieurs religions acceptent de subir le martyre, notamment dans le judaïsme, le christianisme et l'islam.
Dans un sens dérivé, le martyre désigne les grandes souffrances que peut endurer une personne jusqu'à la mort.

## Étymologie
Le mot « martyre » vient du latin martyrium, lui-même issu du grec ancien μαρτύριον / martúrion, « témoignage, preuve ».

## Définitions
Le sociologue Farhad Khosrokhavar opère une distinction entre le martyre musulman du chahid et le martyre du chrétien, le premier étant offensif, le second défensif. Le martyre chez les musulmans trouve une forme moderne dans l'aspect politique de l'islam (ou islamisme) et se confond tacitement avec l'idéologie ou l'ultranationalisme : on meurt, par exemple, pour la république islamique d'Iran plus que pour Dieu. Khosrokhavar parle  de la « pathologie » du martyr qui choisit la mort par désespoir utopique. Il emploie à ce sujet le terme de « martyropathe »,.

## Iconographie
Dans l'iconographie chrétienne, les martyrs sont la plupart du temps représentés avec cet attribut majeur qu'est la « palme du martyre ».